# 昭慶寺
昭慶寺（しょうけいじ）は、中華人民共和国浙江省杭州市西湖区にある仏教寺院。

## 歴史
昭慶寺は、北宋の乾徳5年（967年）の創建で、当時は菩提院と称した。太平興国年間（976年 - 984年）を今の名に改めた。清の乾隆36年（1771年）を再建した。
1957年7月、杭州市人民政府は仏寺を杭州市文物保護単位に認定した。

## 伽藍
山門、青蓮池（放生池）、万善橋、天王殿、大雄宝殿、万寿戒壇、千仏閣、蔵経閣、定観堂